# Nanos humbloti
Nanos humbloti är en skalbaggsart som beskrevs av Lebis 1953. Nanos humbloti ingår i släktet Nanos och familjen bladhorningar. Inga underarter finns listade i Catalogue of Life.